# Mitte (Bremerhaven)
Bremerhaven-Mitte ist ein Stadtteil im Stadtbezirk Nord der Stadtgemeinde Bremerhaven im Land Bremen. Mit dem (bremischen) Alten Hafen war er die Keimzelle „Bremerhavens“.

## Geografie

### Lage
Bremerhaven-Mitte liegt am Ostufer der Weser. Nördlich der Geestemündung verläuft die Grenze zwischen Unter- und Außenweser. Der zentrale Stadtteil grenzt im Norden an den Stadtteil Lehe, im Süden und Osten an die Geeste. In den Stadtteil Geestemünde führen drei Brücken. Alte Bremerhavener aus Geestemünde oder Lehe sagen, wenn sie nach Mitte fahren, sie fahren „nach Bremerhaven“.

### Gliederung
Der Stadtteil Mitte ist in die beiden Ortsteile Mitte-Nord und Mitte-Süd gegliedert.
| Ortsteile  | km²  | Einwohner |
| ---------- | ---- | --------- |
| Mitte-Nord | 0,92 | 7399      |
| Mitte-Süd  | 7,40 | 5234      |

(Stand: 31. Dezember 2018; Quelle:)
Die Grenze zwischen den beiden Ortsteilen wird von der Barkhausenstraße und der Lloydstraße gebildet.

## Geschichte

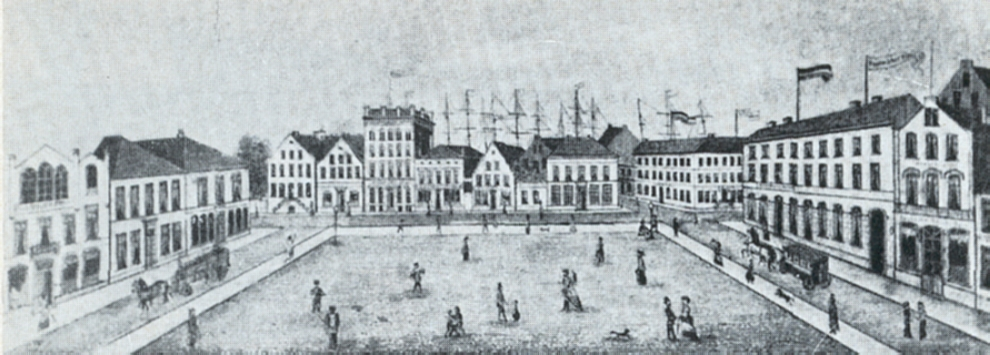
Bremerhaven-Mitte: Marktplatz um 1880 (heute Theodor-Heuss-Platz)

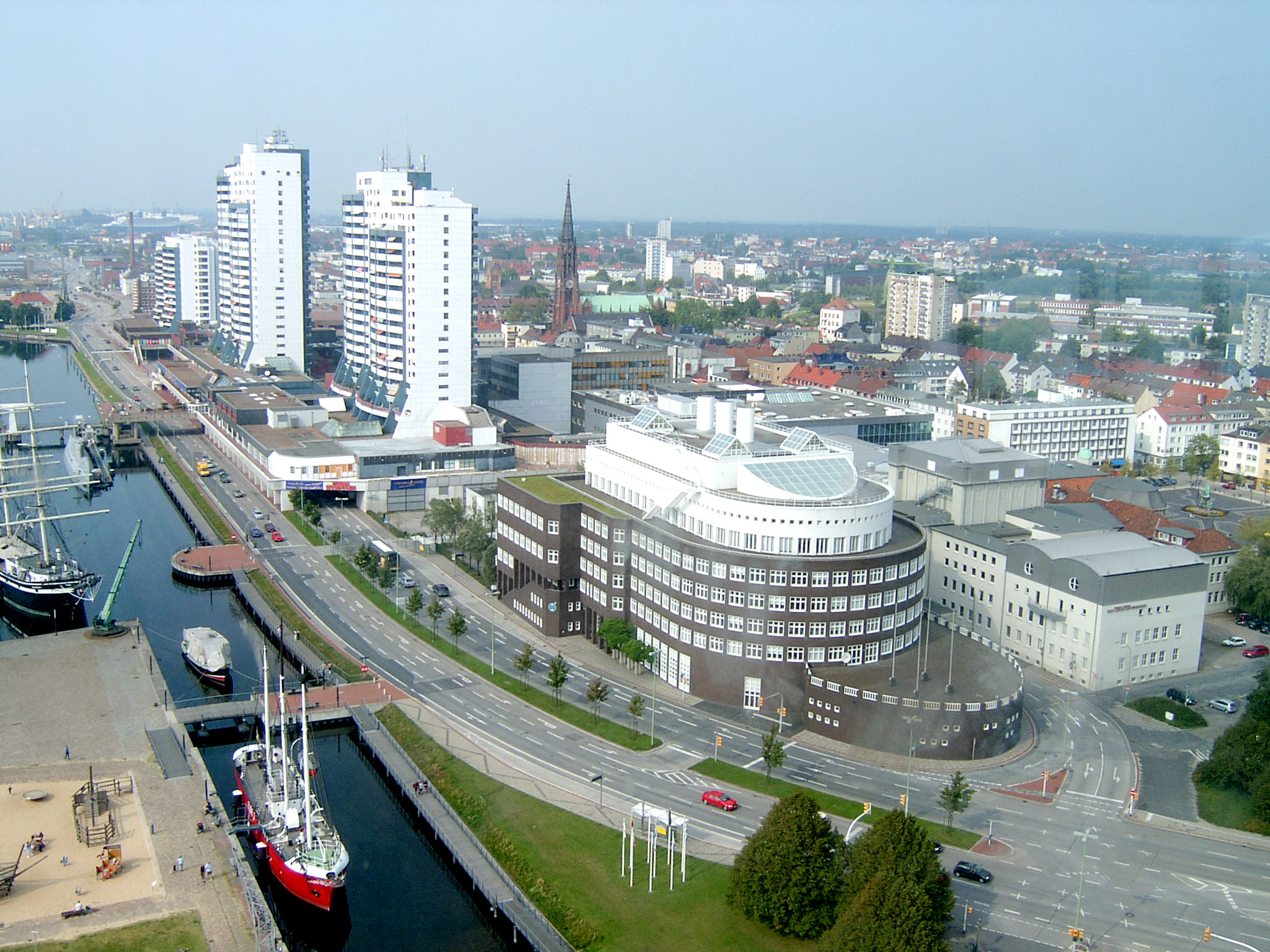
Nördlicher Blick über Mitte

Am 1. Mai 1827 wurde der Freien Hansestadt Bremen vom Königreich Hannover aufgrund eines zuvor geschlossenen Kaufvertrages ein Gebiet nördlich der Geestemündung übergeben. Mit dem Bau eines Hafenbeckens (heute: Alter Hafen) und von notwendigen Gebäuden wurde unverzüglich begonnen. 1830 ging der Hafen in Betrieb. Die Fläche Bremerhavens wurde im Zuge des weiteren Hafenausbaus durch Zukäufe immer wieder erweitert.
In einem Plan der Stadt Bremerhaven vom 22. Februar 1934 ist die damalige Hoheitsgrenze zu entnehmen. Sie führte nördlich der 1931 in Betrieb genommenen Nordschleuse entlang der Hafenflächen nach Süden. Ab der Rickmersstraße bildete die Pestalozzistraße die Grenze. Beim Leher Tor führte sie zur Hafenstraße weiter zum Freigebiet. Südlich des Geländes der damaligen Rickmers-Werft stößt die Grenze an das Nordufer der Geeste, der sie bis zur Mündung folgte.
Am 1. April 1938 wurde das nördlich der Schleusenstraße liegende Hafengebiet aus Bremerhaven ausgegliedert und der Stadt Bremen als Stadtbremisches Überseehafengebiet angegliedert. Am 1. November 1939 wurde die preußische Stadt Wesermünde – die 1924 aus den preußischen Städten Lehe und Geestemünde gebildet worden war – mit dem Rest der nach der Hafenausgliederung verbliebenen bremischen Stadt Bremerhaven zusammengelegt. Die neue Großstadt trug den Namen Wesermünde und gehörte zunächst zur preußischen Provinz Hannover.
Die Luftangriffe auf Wesermünde zerstörten den Stadtteil Mitte fast vollständig. Er verlor den Großteil seiner Bevölkerung. Durch eine Übereinkunft der britischen und amerikanischen Besatzungsbehörden von 1947 wurden das Stadt- und Landgebiet Bremens sowie der Stadtkreis Wesermünde rückwirkend zum 1. Januar 1947 zu einem als Land zu bezeichnenden Verwaltungsgebiet erklärt. 1947 wurde die Stadt Wesermünde durch die Landesregierung, den Bremer Senat, in Bremerhaven umbenannt. Das Gebiet der Stadt Bremerhaven in der Zeit vom 1. April 1938 bis zum 31. Oktober 1938 ist weitgehend mit dem heutigen Stadtteil Mitte identisch.
Nach dem Krieg standen nur noch wenige Gebäude, unter anderem das ausgebrannte Stadttheater, die alten Kaufhäuser von Karstadt und Ketelsen sowie die Ruine der Großen Kirche. Nach Plänen des Stadtplaners Ernst May wurde der Stadtteil Mitte konsequent auf die Weser und die davor liegenden Hafenbecken ausgerichtet. Der Wiederaufbau begann zögerlich erst ab den 1960er Jahren, zunächst mit den Geschäftshäusern und der Rekonstruktion der Großen Kirche an der Bürgermeister-Smidt-Straße und so dann mit den Wohnhäusern und Wohnhochhäusern zwischen Geeste und „Bürger“. Entlang der Hafenbecken des Alten und Neuen Hafens wurde 1967 die Columbusstraße als neue Verkehrsachse in Betrieb genommen. Mit dem Bau des Columbus-Centers wurde 1975 auf dem in den 1960er Jahren zugeschütteten Teil des Alten Hafens begonnen. 1973 entstand das Deutsche Schifffahrtsmuseum nach Plänen von Hans Scharoun.
Die Hochschule Bremerhaven wurde ab 1975 ausgebaut und erweitert, wobei Gottfried Böhm die zentralen Gebäude entworfen hatte. 1980 entstand das Alfred-Wegener-Institut für Polar- und Meeresforschung (AWI) nach Plänen von Oswald Mathias Ungers. Ab 1982 fuhr die Straßenbahn nicht mehr durch die Bürger, die durch verschiedene Ausbauten in den 1980er-Jahren bis um 2005 zur Fußgängerzone umgestaltet wurde. Das Deutsche Auswandererhaus entstand 2005.
Einwohnerentwicklung
| Jahr | Einwohner | Quelle |
| ---- | --------- | ------ |
| 2000 | 12.385    | [ 2 ]  |
| 2005 | 12.106    | [ 3 ]  |
| 2010 | 11.831    | [ 4 ]  |
| 2015 | 12.883    | [ 5 ]  |
| 2018 | 12.633    | [ 1 ]  |

|  |

## Kultur und Sehenswürdigkeiten

### Theater und Museen
- Stadttheater Bremerhaven (Oskar Kaufmann)
- Deutsches Schifffahrtsmuseum (Hans Scharoun)
- Deutsches Auswandererhaus (Andreas Heller)
- Klimahaus Bremerhaven
- U-Boot Wilhelm Bauer

### Bauwerke

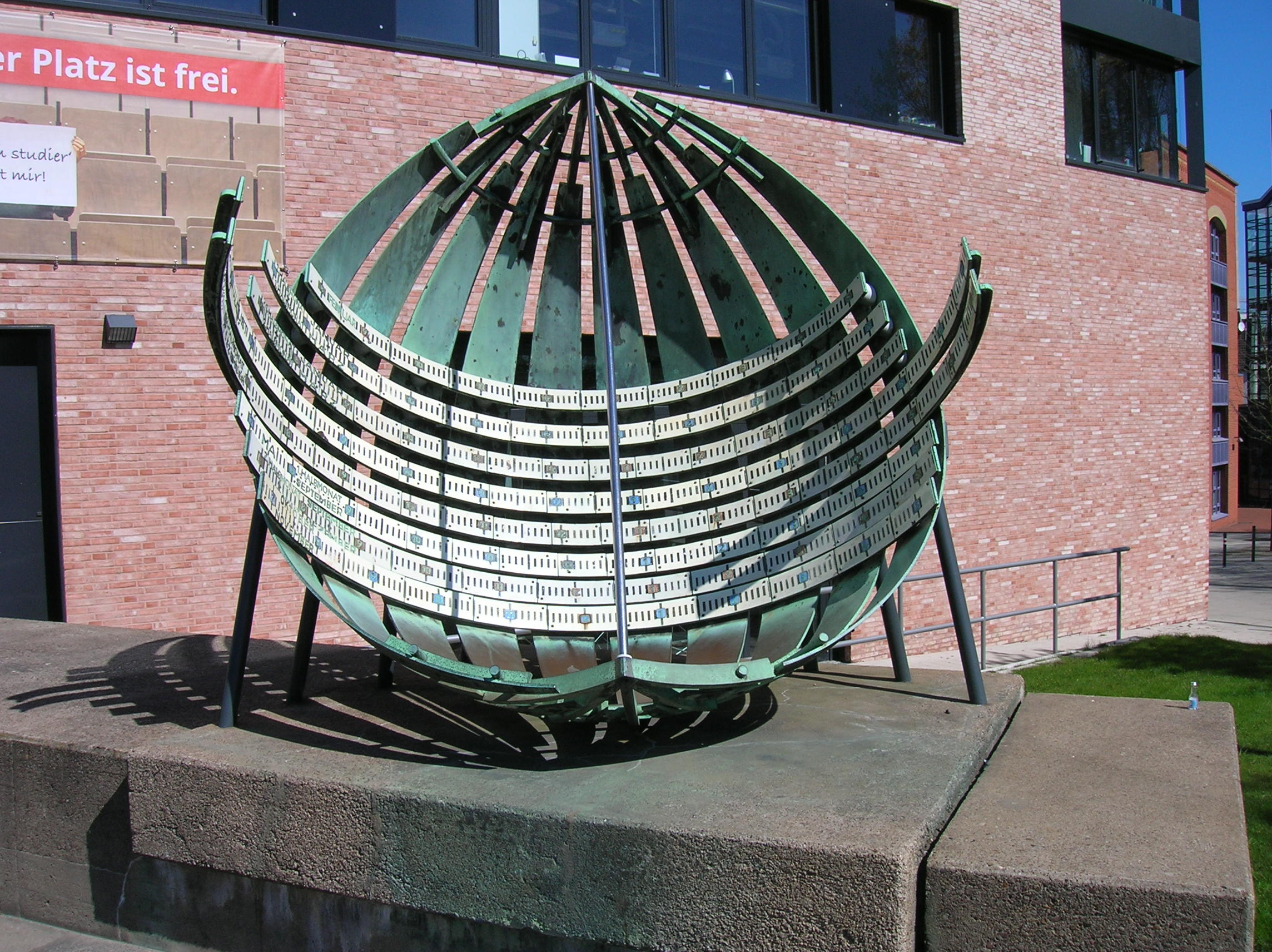
Äquatorial-Uhr von Bodo Sturmheit und Heinrich Kramer
(1967)

- Bürgermeister-Smidt-Gedächtniskirche (Große Kirche) von 1855; Architekt: Simon Loschen
- Pastoren- und Gemeindehaus zur Bürgermeister-Smidt-Gedächtniskirche von 1953; Architekt: Karl Franzius
- Alfred-Wegener-Institut von 1985; Architekt:Oswald Mathias Ungers
- Columbus-Center, stadtbildprägender Gebäudekomplex von 1978
- Richtfunkturm Bremerhaven von 1965 mit Aussichtsplattform
- Havenwelten
- Leuchtturm Bremerhaven von 1855; Architekt: Simon Loschen
- Bremerhaven Unterfeuer von 1893
- Zoo am Meer, Totalumbau von 2004
- Atlantic Hotel Sail City von 2008; Architekt: Klumpp
- Alte Bürger
- Hochschule Bremerhaven, mit Bauten von Gottfried Böhm
- Alte Geestebrücke von 1904
- Brücken zwischen Altem und Neuem Hafen von 1927
- Äquatorial-Uhr von Bodo Sturmheit und Heinrich Kramer (1967)

### Regelmäßige Veranstaltungen
- Sail Bremerhaven, Europas größtes Windjammer-Treffen findet alle fünf Jahre statt

## Öffentliche Einrichtungen

### Bildung
Grundschulen
- Goetheschule Bremerhaven
- Pestalozzischule Bremerhaven
- Stella Maris (Privatschule, Katholische Schule Bremerhaven)

Sekundarstufe I
- Abendschule
- Edith-Stein-Schule (Privatschule, Katholische Schule Bremerhaven)

Gymnasium, Sekundarstufe II
- Abendschule
- Lloyd Gymnasium Bremerhaven, Grazer Straße, Wiener Straße
- Schulzentrum Geschwister Scholl

Berufliche Schulen
- Schulzentrum Bürgermeister-Smidt – Kaufmännische Lehranstalten (KLA)
- Schulzentrum Geschwister Scholl – Berufsbildende Schulen Sophie Scholl (Ehemals Lehranstalten für Sozialpädagogik und Hauswirtschaft)

Fachoberschulen (FOS)
- Fachoberschule Gesundheit und Soziales an den Berufsbildenden Schulen Sophie Scholl
- Berufsfachschule für Gestaltungstechnische Assistenten, Mode&Design
- Fachoberschule Wirtschaft an der KLA

Andere
- Volkshochschule Bremerhaven

### Kirchen
- Bürgermeister-Smidt-Gedächtniskirche, evangelisch
- Kreuzkirche, ev.-luth.
- St.-Marien-Kirche, kath.

### Sport

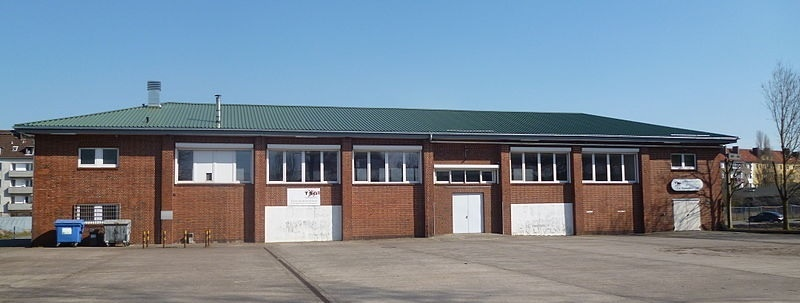
Trainingshalle der TSG Bremerhaven

- Tanzsportzentrum Rudloffstraße 121
- Walter-Kolb-Halle, Walter-Kolb-Weg 1
- Weser-Strandbad
- Tanzsportgemeinschaft Bremerhaven, (TSG Bremerhaven)

## Wirtschaft und Verkehr

### Wirtschaft
Mitte ist das Einkaufs-, Dienstleistungs- und Kulturzentrum von Bremerhaven.

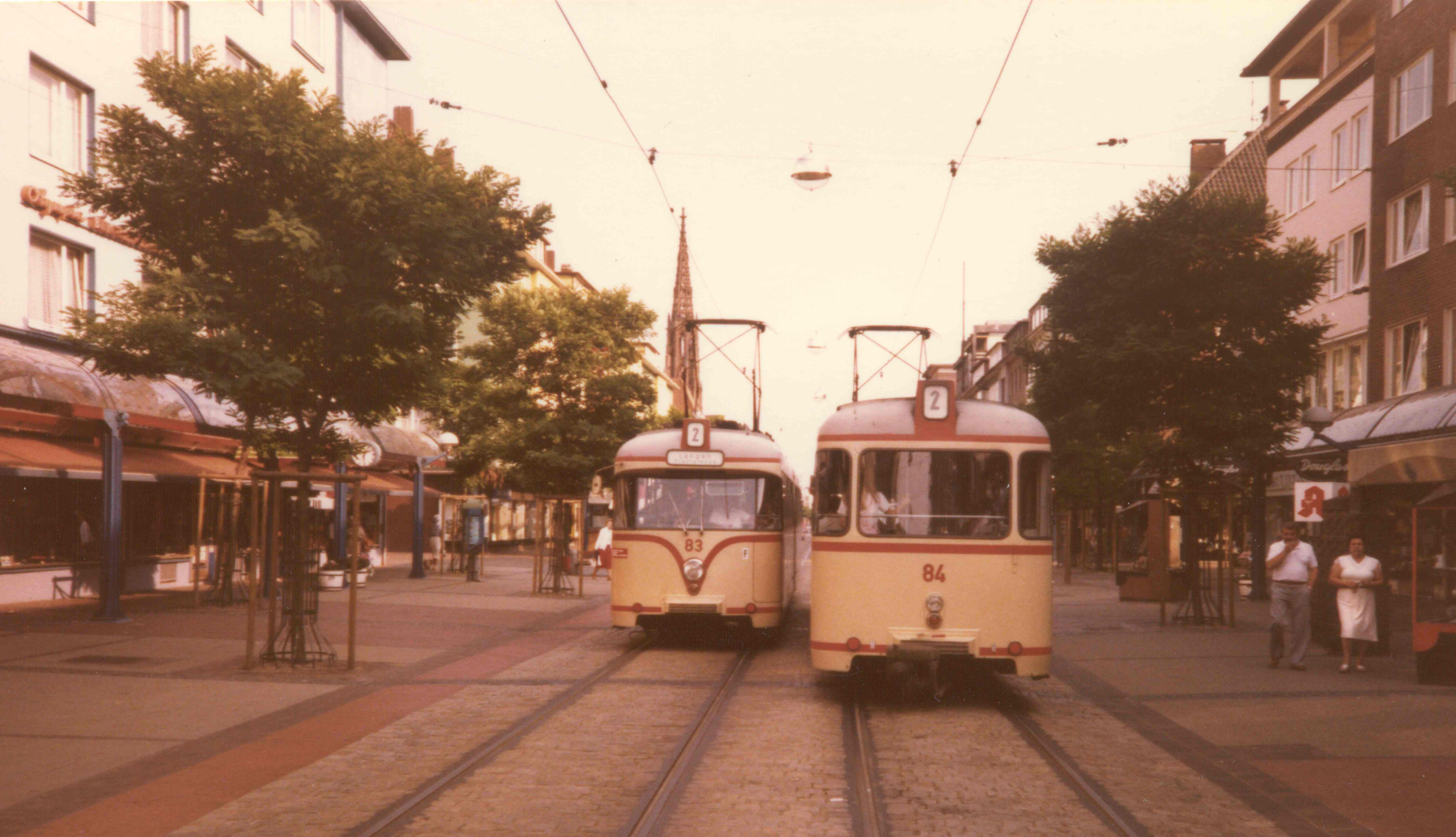
Tram kurz vor der Einstellung 1982

### Verkehr
Buslinien der BremerhavenBus führen durch die „Bürger“ und verbinden Mitte mit anderen Stadtteilen und Vororten. Bis 30. Juli 1982 fuhren Straßenbahnen der Verkehrsgesellschaft Bremerhaven AG (VGB) durch den Stadtteil (siehe auch Gleisplan von 1952). Am Schluss ausschließlich die Linie 2, 1949 noch 5 Linien.
Mit dem Auto ist der Stadtteil über die Bundesstraße 212 und die Bundesautobahn 27 (Anschlussstellen Bremerhaven Geestemünde und Zentrum) zu erreichen.
In den Sommermonaten gibt es von der Seebäderkaje Schiffsverbindungen mit Bremen (Hal över) und Helgoland (Cassen Eils).